# Distretto di Chupa
Il distretto di Chupa è un distretto del Perù, facente parte della provincia di Azángaro, nella regione di Puno.